# 宇都宮病院事件
宇都宮病院事件（うつのみやびょういんじけん）とは、1983年に、栃木県宇都宮市にある精神科病院報徳会宇都宮病院で、看護職員らの暴行によって、患者2名が死亡した事件である。
宇都宮病院は、他の精神科病院で対応に苦慮する処遇困難な患者を受け入れてきた病院であったが、事件以前から私刑として「看護師に診療を違法に行わせる」「患者の虐待」「作業療法と称して石川院長一族の企業で違法に働かせる」「病院裏の畑で農作業に従事させ違法に収穫物を職員に転売する」「ベッド数を上回る患者を違法に入院させる」「死亡した患者を違法に解剖する」などの違法行為が行われていた。
1983年4月、食事の内容に不満を漏らした入院患者が看護職員に金属パイプで約20分にわたって乱打され、約4時間後に死亡した。また同年12月にも、見舞いに来た知人に病院の現状を訴えた別の患者が、職員らに殴られ翌日に急死した。
精神科病院ゆえの閉鎖病棟や閉鎖性により上記の実態や患者死亡事件は公にならなかったが、1984年3月14日に朝日新聞が朝刊で報じて日本の世論の大きな注目を集め、国会でも精神障害者の人権保障で日本国政府の対応が糾された。
この事件をきっかけに、国連人権委員会などの国際機関でも、日本の精神保健や精神医療現場における人権蹂躙が取り上げられ、世界中から日本国政府に非難が集中した結果、1987年に精神衛生法の改正法である「精神保健法（現 精神保健及び精神障害者福祉に関する法律）」が成立し、精神障害者本人の意思に基づく任意入院制度や開放病棟を創設するなど、患者の処遇改善が図られた。
また、全国に存在する同名称の医療施設が事件や報徳会とは無関係にもかかわらず多くの風評被害にさらされた。

## 経緯

### 私立精神科病院の乱立
高度経済成長期には、精神科病床は1年間に1万床ずつ増加し続け、1950年（昭和25年）の1万8000床が1955年（昭和30年）に4万床、1965年（昭和40年）には17万床、1969年（昭和44年）に約25万床となった。この時期に開院した精神科病院は私立病院である。
1958年（昭和33年）10月2日に厚生省事務次官通知により、精神科の人員は一般診療科に対して、医師数は約3分の1、看護師数は約3分の2を基準とする特例基準が認められ、同年10月6日の医務局長通知で、事情によっては『その特例基準の人員数を満たさなくともよい』ことになったために、一般診療科の病院よりも人件費を抑えることが可能で、措置入院の国庫負担も5割から8割に引き上げられたことで、一般診療科と比較して精神科病院の経営が容易となった。病院建設費用に便宜が図られ、特殊法人医療金融公庫から長期低利融資が可能となり、病院建設も容易になった。
精神科病院入院を中心とする精神医療は、当時の精神障害者に対する偏見や差別に基づく日本の社会的背景や世論、日本のハンセン病問題と同じく、日本国政府や厚生省の患者隔離収容政策によるもので、精神科病院の医療従事者数が、特例として一般診療科病院よりも少ない人員でも認可されていた。
精神科医の人数は病床の増加に見合ったものではなく、実際のところ増加した精神科病院に勤務する医師の殆どは、内科医や産婦人科医からの転進であった。精神科病院は、内科や産婦人科よりも利益率のよい事業のため、医師たちは診療科を精神科に変更したのである。宇都宮病院もこの時期（1961年）に、内科から精神科へ事業を変更している。
精神科病院の人員が、一般診療科病院よりも少ない人員でその運営が成り立つ要因として、1950年に、もともとは抗ヒスタミン薬として開発されたクロルプロマジンの存在が大きい。1952年にクロルプロマジンがドーパミンを遮断する効果があることが発見された。これを機に、向精神薬や抗不安薬の開発が活発となり、薬物療法により統合失調症の治療が可能となった。
クロルプロマジンによる薬物療法が行われる以前は、興奮する患者に対処するためには、拘束衣や拘束具を使用した物理的な身体拘束や、看護師や看護助手による対応によって対処する以外に方法がなく、病院の設備や職員に対して経費がかかり、病院経営上の大きな負担となっていた。
だが、クロルプロマジンなどの処方箋医薬品で、患者の興奮状態を抑制することができる様になると、少ない病院職員で多数の患者の管理が可能となり、病院の運営経費が少なくて済むとともに、病床数が多い（患者の処遇が、ベッドも無く『うなぎの寝床』になる状態）ほど、利益を上げられる構造になった。
当時の日本の精神科病院の状況を、日本医師会の武見太郎会長は以下のように述べている。
当時の日本の精神科医療は、この程度の低レベル医療であり、精神科医としての実力が伴わない医師でも、精神科病院を経営することが可能な状況であった。
1968年（昭和43年）にWHOが、日本の精神医療に対して「過剰収容による利益追求が大きな人権蹂躙につながる恐れがある」（WHOクラーク勧告）と勧告を、日本国政府に対して出している。1969年（昭和44年）に日本精神神経学会理事会は「精神病院に多発する不祥事件に関連し全学会員に訴える」と声明を発表している。
日本精神神経学会は、1975年（昭和50年）に精神外科を否定する決議、および、入院患者の通信・面会の自由に関する決議を行っている。精神医療の現場の劣悪さは、遅々として改善が進まなかった。

### 宇都宮病院の開院
事件の舞台となった報徳会宇都宮病院（以下「宇都宮病院」と略す）は、1961年（昭和36年）に石川文之進（いしかわ ぶんのしん）が開院した。
石川は、1952年（昭和27年）に石川医院を開院し、1955年（昭和30年）に医院を発展的に医療法人大恵会石川病院として改組。院長に就任して1958年（昭和33年）に分院を開設した。
石川自身は内科医で、精神科医の経験は無かったものの、東大医学部精神科の研究生となり、当時、東大医学部脳研究施設神経生物部門に所属した武村信義に指導を担当して貰った。武村は臨床医ではなかったものの、この指導を通じて、石川さらには宇都宮病院との関係ができ、石川にとっては、東大医学部との人脈作りの窓口となった。石川は分院との人脈作りも行う。宇都宮病院開院の翌年には、石川は理事長に就任し、1965年（昭和40年）には、精神衛生鑑定医の資格を得た。この年、宇都宮病院に解剖室が新設され、病床数を300床に増床する。
1967年（昭和42年）に病床数は375床にまで増加するが、宇都宮病院の精神病患者の獲得方法が問題となり、栃木県精神病院協会幹部が、栃木県に宇都宮病院を告発するものの、有耶無耶に終わっている。この頃から、宇都宮病院では、看護長やケースワーカーによる無資格死体解剖が、日常的に行われていた。

### 病床数の拡大
1970年代になると宇都宮病院は作業療法の名目で入院患者に労働をさせ、患者の処遇の悪化に拍車がかかる。
石川文之進は、1971年（昭和46年）に宇都宮病院院長に就任し名実ともに病院のトップの座に就いた。また、文之進の弟で宇都宮病院事務長だった石川裕朗が宇都宮市議会議員に当選し、その後任の事務長を宇都宮南警察署から招聘した。1975年（昭和50年）に病床数を722床まで拡大、裕朗も栃木県議会議員となる。翌1976年（昭和51年）にも更に病床数を拡大し、病床数が852床にまでなる。

### 東大医学部との癒着
この頃から、宇都宮病院は様々な業種に進出して多角経営を行い、宇都宮市では報徳グループとして大きな存在となっていく。この時期は東大の医師たちは、宇都宮病院と共同研究をしており、宇都宮病院の入院患者を研究対象として、数多くの論文が発表された。症例検討会を録音したカセットテープには、宇都宮病院内で行われている入院患者に対する虐待行為が話題になっていることが記録されており、東大の医師たちは宇都宮病院の内情を知っていた。
東大の医師たちはそのような状態を黙認し、宇都宮病院から謝礼や研究費を受け取っていた。東大の医師たちが研究目的として宇都宮病院を利用したように、宇都宮病院も東大の医師たちを利用した。宇都宮病院の目的は東大の医師たちの名義を借りた常勤医および非常勤医人数の水増しであり、東大というブランドを利用した病院の見かけ上の格上げである。
1981年（昭和56年）、宇都宮病院の人事制度が大幅に変更。45歳で昇給を停止し、55歳で定年退職となった。この人事制度変革は、人件費の圧縮や職員に自己都合退職させることを意図している。生じた欠員の補充は、賃金の安い若年労働者を雇用することで補おうとする方策である。本事件が明るみに出た1984年の人件費率は26%で、一般的な私立精神科病院の半分であった。
同年、宇都宮病院の母体である医療法人報徳会は、東京都文京区本郷に、報徳会本郷神経クリニックを開院する。このクリニックに名目上の所長はいるが、実質的に所長の役割は斎藤陽一（東大病院外来医長）が務めた。斎藤は東京大学の研究費で購入したコンピュータを同クリニックに設置し、患者の検査結果をデータベース化していた。宇都宮病院は、同年から3年余の間に220人の入院患者が死亡している。

### 事件発覚
1983年（昭和58年）、宇都宮病院に不法収容されていたA氏が、東京大学医学部附属病院精神科病棟を訪れ、宇都宮病院の内情を暴露し、告発する意志があることを伝えると、東大病院精神病棟内に「宇都宮病院問題担当班」を設置し、弁護士や日本社会党と協力し、朝日新聞社宇都宮支部とも情報交換を行う。A氏の証言がきっかけとなり、入院患者2人について、殺人事件が立証されることになる。
東京大学精神科医師連合（精医連）は、宇都宮病院の問題を究明するための調査チームを結成し、ついに、1984年（昭和59年）3月14日に、朝日新聞によって宇都宮病院事件が明るみに出る。
事件発覚時の常勤医は、石川院長ほか2名の合計3名のみで、脆弱な医療体制にもかかわらず、精神科入院患者の3割は、アルコール依存症や薬物依存症で、これは精神科入院医療の常識を超えたものであった。このような精神医療環境の中で、入院患者に対する身体的・経済的虐待が行われていた。

### 東大医学部の対応
5月13日に東京大学医学部は、宇都宮病院に関係した6人の医師に、厳重注意と注意の処分を行った。処分理由は「患者が置かれた治療状況に無関心であった不見識」と「東京大学の教官であることを利用された責任を全う出来なかった」である。
7月23日に「東大宇都宮病院問題を考える討論集会」が開かれる。10月15日に石川や宇都宮病院と最も繋がりの深かった武村信義が、東京大学医学部脳研究施設を辞任して宇都宮病院へ移る。
当時の脳研所長および教授達は、宇都宮病院に人権問題があることを事件報道以前から知っていた。武村が教授になれなかった理由は、宇都宮病院との繋がりが深かったためといわれている。1984年に石川は宇都宮病院理事長と院長を辞任する。

### 無資格診療
1961年に57床から出発した同院は増改築を繰り返し、事件発覚時には920床（在院者944人）を有する、北関東最大の精神科病院となっていた。入院患者を定員超過まで詰め込む一方、有資格の職員は精神科医3名、看護師6名、准看護師61名とごく少数。一部の入院患者を「配膳」と称し使役し、看護師らは主に彼らを活用し、暴力による恐怖支配を徹底していたとされる。実権を持つのは石川文之進院長ただ1人であり、その指示により無資格者や入院患者がほかの患者の注射や検査等を行っていた。報道後、捜査を開始していた栃木県警は無資格診療指示の疑いで同氏を逮捕。その後起訴され、懲役8カ月の実刑判決が確定した。厚生労働省の医道審議会は同氏に対し医業停止2年の処分を決定した。

## 裁判
刑事訴訟において、暴行を行った看護職員らのほか院長も起訴され、宇都宮地方裁判所において全員が懲役8ヶ月〜4年の実刑判決を受けた。また、民事訴訟では「入院治療の必要がないのに監禁された」として元入院患者が院長らを相手取って損害賠償を求め提訴し、請求が認められている。
本事件によって、日本の人権軽視の実状が世界中に知れ渡ることになり、国際的な問題となった。当時は、ソビエト社会主義共和国連邦と南アフリカ共和国が、反政府的な市民を抑圧する道具として、精神医学を悪用しており、そのことが人権蹂躙と重なっていた時期である。このような国際的な状況下で、本事件が発覚した。このため、政府も動き出し、1987年（昭和62年）に、国会で精神保健法が成立し、任意入院が制度化された。
本事件は、虐待によって患者が死亡するという大事件を起こした報徳会宇都宮病院と東大医学部の関係の根深さが、大きな関心を持たれた。

## 背景
本事件の背景には、精神科病院内での入院医療の実態が、外部から見えないことが大きな要因としてある。入院患者の通信・面会の自由が制限されており、入院患者が外部と接触する機会が非常に限られているか、あるいは不可能な状況にあった。宇都宮病院の閉鎖病棟内には、赤電話が設置されていたのだが、病院が入院患者の所持金を管理して、入院患者に硬貨を持たせなかったため、患者が外部と連絡を取ることは不可能であった。宇都宮病院に他の病院と同程度の通信・面会の自由があれば、本事件は起きなかったかもしれない。
地方公共団体の行政（都道府県）による病院監査も不十分であったため、実態の把握ができなかったこと、精神科病院の管理者を筆頭に、病院職員には倫理的な思考能力が欠落していたこと、日本社会の精神科医療に対する理解が、著しく不足していたことも背景としてある。さらに、宇都宮病院には「必要悪」としての社会的存在意義が生じていた。宇都宮病院では、対応困難と見なされた患者を積極的に受け入れ、収容施設の様相を呈していた。
家族間の人間関係の悪化により、措置入院させられてしまう場合もある。前述したA氏は、兄B氏によって措置入院させられてしまった。A氏は、宇都宮病院を告発して民事訴訟を起こしており、1998年10月時点で第1審裁判が続いていたが、2013年11月に死去した。A氏は晩年まで宇都宮病院の廃院を訴えて活動していた。

## 病院関係者の意識
宇都宮病院職員による報告書が多数提出されているが、彼らは入院患者に対して行った虐待行為を「看護」として認識しており、事件発覚後もその行為を是認している。
なお、報徳会宇都宮病院の公式サイト（「医療法人報徳会」「報徳会宇都宮病院だより」）には、本事件についての記録・記述は一切無い（2023年1月現在）。事件当時の病院長・石川文之進のウェブサイトには、本事件に関するページがある（「宇都宮病院事件」2010年10月31日(日)閲覧）。2023年1月現在でも石川は社主として現職である。

## 関連文献
- 富田三樹生『精神病院の底流』青弓社〈クリティーク叢書 8〉、1992年7月。ISBN 978-4787230546。- 臨床医による宇都宮病院事件に関する書籍。